# Maiasaura
A Maiasaura (jelentése „jó anya gyík”) a nagyméretű hadrosaurida dinoszauruszok egyik neme, amely Montana területén élt a késő kréta korban (a campaniai korszakban), mintegy 74 millió évvel ezelőtt.

## Anatómia
A Maiasaura nagyméretű állat volt, a felnőttkori hossza nagyjából elérte a 9 métert. A hadrosauridákra jellemző lapos csőrrel és vastag orral rendelkezett, a szemei előtt pedig egy kis, tüskés fejdíszt viselt. A fejdíszt talán a hímek a párzási időszakban, a vetélytársak felöklelésére használhatták.
A Maiasaura növényevő volt. Két és négy lábon egyaránt mozgott, és úgy tűnik nem volt védelme a ragadozókkal szemben, kivéve talán izmos farkát és azt, hogy csordában élt. A csordák rendkívül nagyméretűek voltak, akár 10 000 egyedből is állhattak.

## Felfedezése

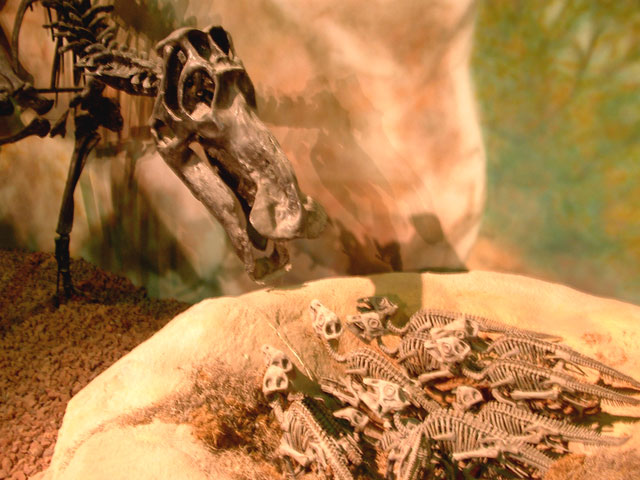
A Maiasaura és utódai, a Wyoming Dinosaur Centerben

A Maiasaurát két amerikai őslénykutató, Jack Horner (a Jurassic Park című film szaktanácsadója) és Robert Makela fedezte fel. A név egy sor tojáshéjakat és fiókákat tartalmazó fészekre utal, amiket a „Tojás-hegyen”, a Two Medicine-formáció kőzeteiben fedeztek fel, a nyugat-montanai Choteau közelében. Ez volt az első bizonyíték arra, hogy az óriás dinoszauruszok táplálták és felnevelték az utódaikat. A lelőhelyen több, mint kétszáz példányt találtak, melyek az összes korosztályt képviselték.

## Szaporodása

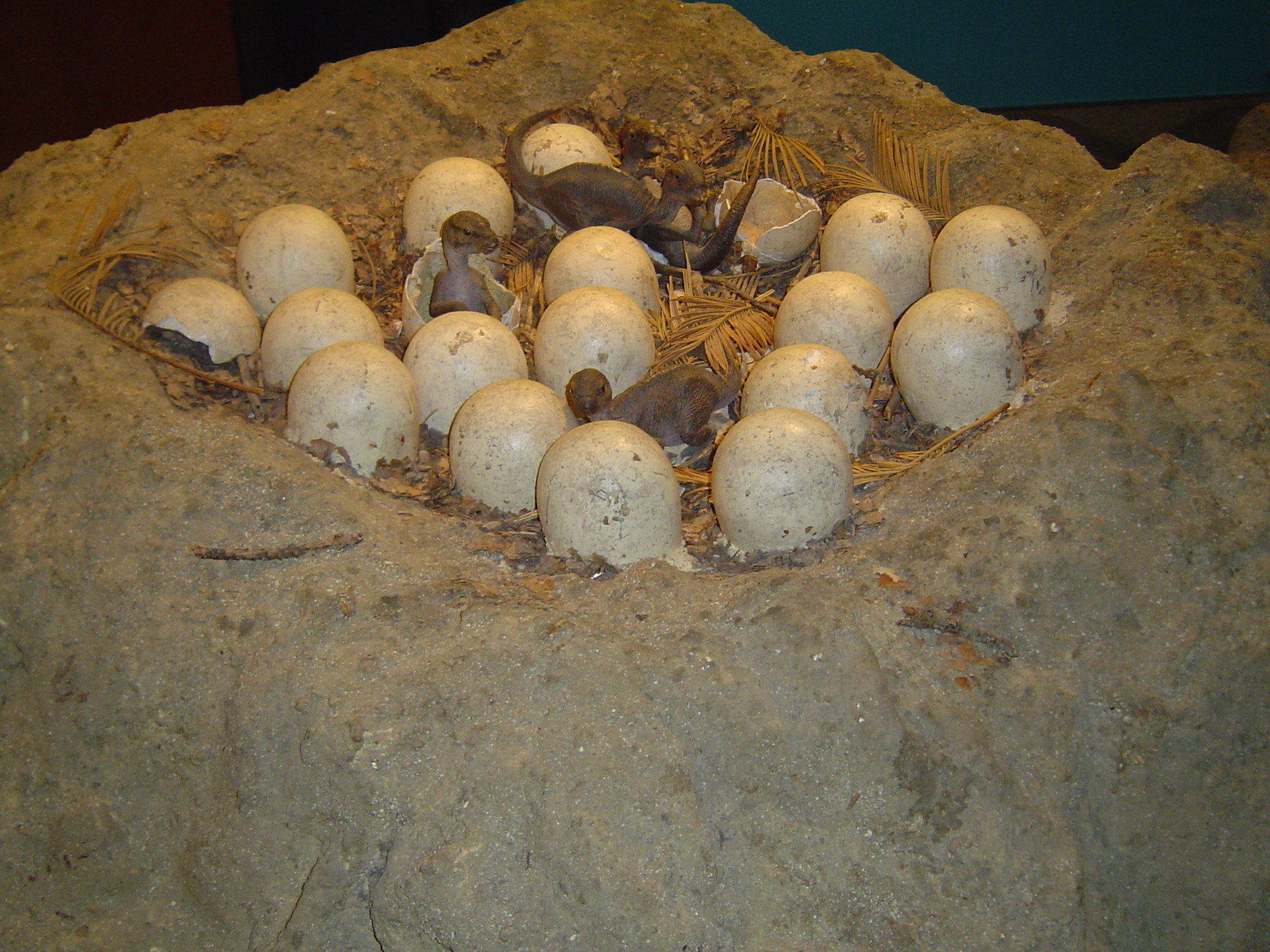
A Maisaura fészkének rekonstrukciója a londoni Természetrajzi Múzeumban

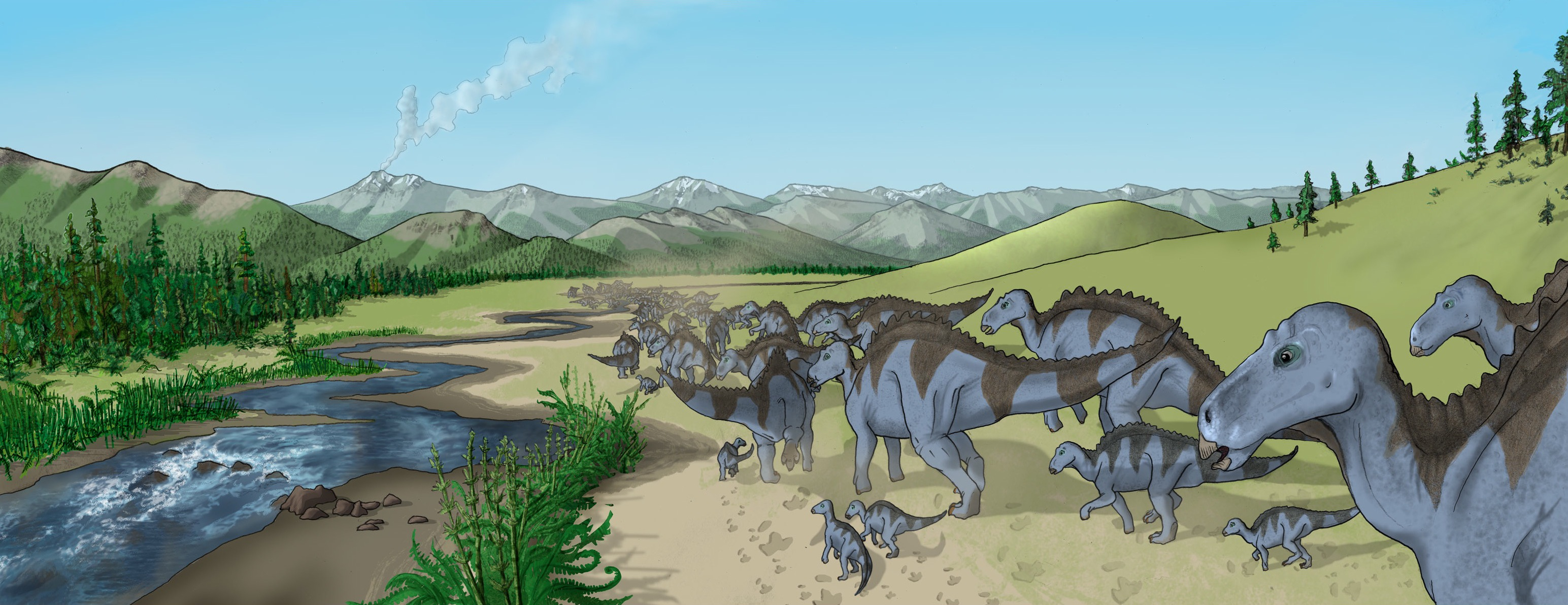
Egy patak partján vonuló Maiasaura csorda rekonstrukcója, a félszáraz Two Medicine-formáció csontmedre alapján. Erre a területre a vulkáni hamurétegek, valamint a tűlevelűek, a harasztok és a zsurlók maradványai jellemzőek

A Maiasaura csordában élt, az utódai fészkelő kolóniákban nőttek fel. A kolóniákban levő fészkek egymáshoz közel helyezkedtek el, ahogy a modern tengeri madaraké, a köztük levő távolság körülbelül 7 méter volt, ami kevesebb, mint egy felnőtt állat hossza. A fészkek földből készültek és 30–40 tojás volt bennük, körkörös vagy spirális elrendezésben. A tojások körülbelül strucctojás méretűek voltak.
A tojásokat inkább a szülők által a fészkekbe hordott rothadó növényekből áradó hő keltette ki, mint a fészken költő állatok. A Maiasaura fiókák fosszíliái megmutatták, hogy az utódok lába nem volt teljesen kifejlett, ezért az utódok képtelenek voltak a járásra. A fosszíliákból az is kiderült, hogy a fogaik részben kopottak voltak, ami azt jelenti, hogy a felnőttek ételt hordtak a fészkekbe.
A fiókák 16–58 centiméteres hosszúságot értek el az első évük során. Ekkor vagy talán egy évvel később az utódok elhagyták a fészket. Ez a magas növekedési arány talán bizonyíték a melegvérűségükre. A fiókák arcának arányai, a nagyobb szemek és a rövidebb orr miatt különböztek a felnőttekétől. Ezek a jellegzetességek a ravaszsághoz kötődnek, és gyakran fordulnak elő az életük korai szakaszában a szüleiktől függő állatok körében.

## Popkulturális hatása

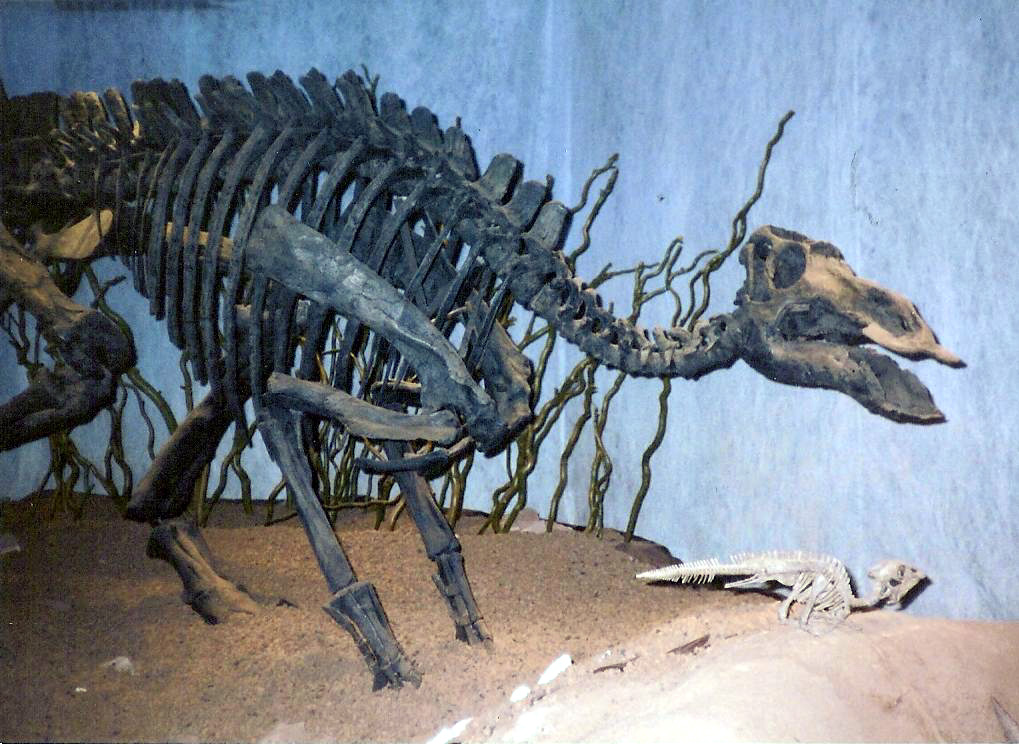
A Maiasaura felállított csontváza a koppenhágai Experimentariumban

A Maiasaura szerepel Michael Crichton regényében a Jurassic Parkban és annak Az elveszett világ: Jurassic Park című folytatásában. A Discovery Channel Dinoszauruszok bolygója című sorozatának egyik részében látható egy Maiasaura csorda.

## Kortársak
A Maiasaura az Orodromeus, a Troodon, a ceratopsidák közé tartozó Centrosaurus, az ankylosaurida Euoplocephalus és a Tyrannosaurus rex korai rokonai, a Daspletosaurus és az Albertosaurus mellett élt. A legkésőbb kifejlődött dinoszaurusznemek egyike volt, amely a 65 millió évvel ezelőtti kréta–tercier kihalási esemény előtt élt.

## Galéria

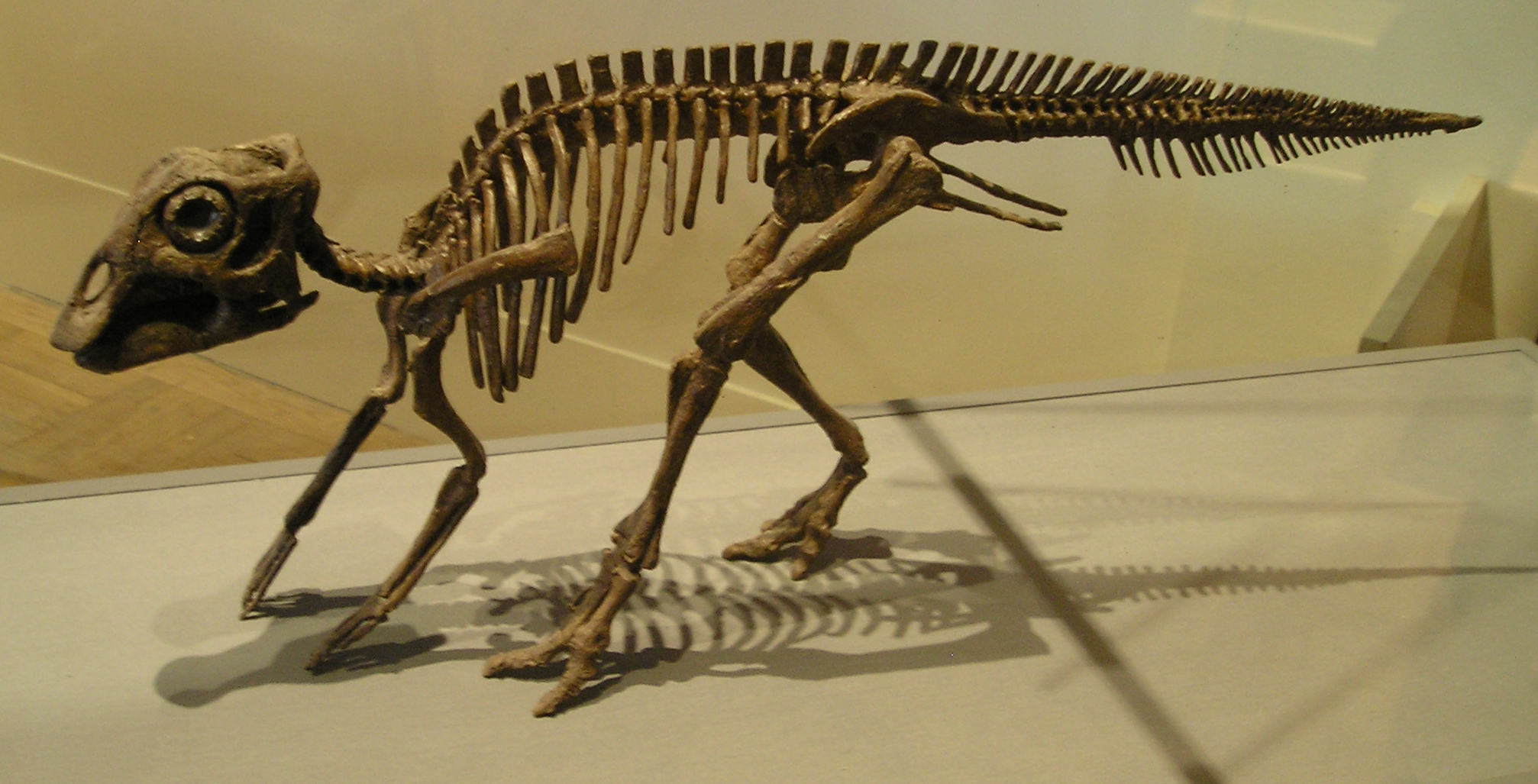
Egy Maiasaura fióka csontváza a torontói Royal Ontario Múzeumban
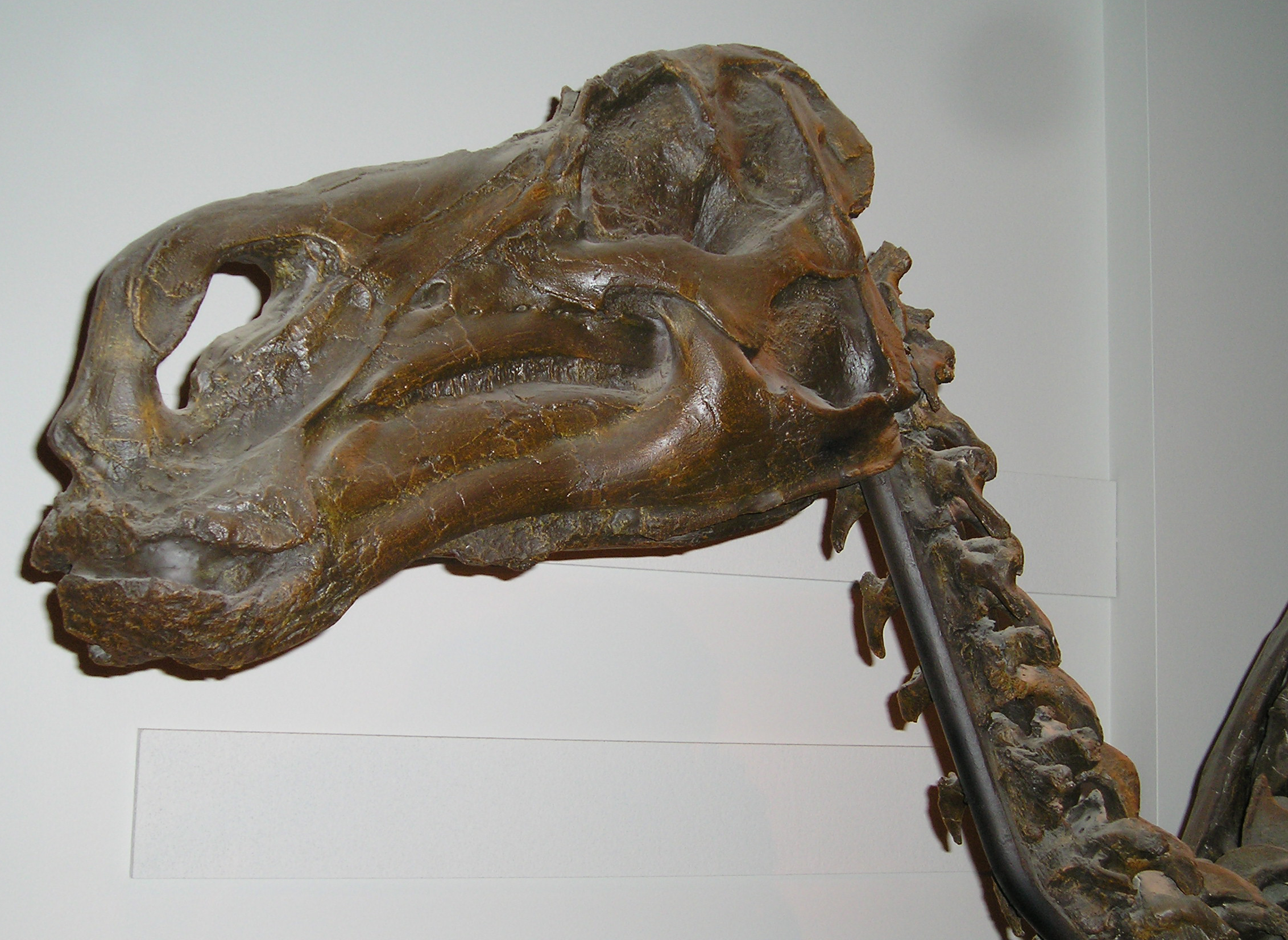
Egy felnőtt Maiasaura koponyája a Royal Ontario Múzeumban
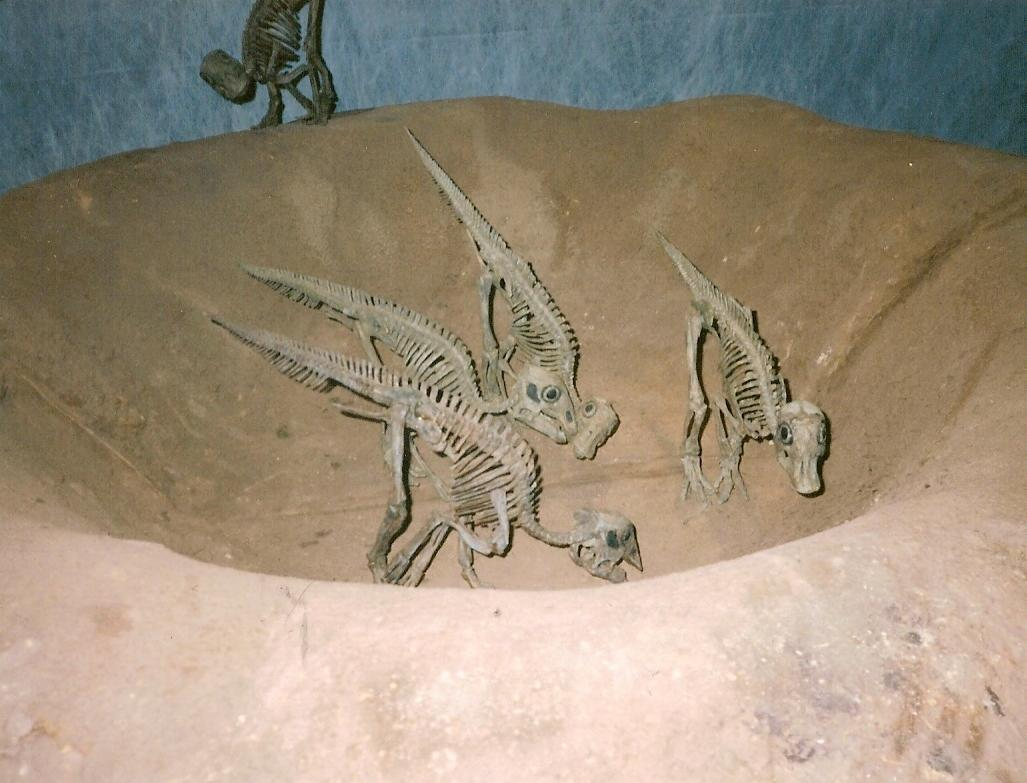
Fiatal Maiasaurák egy fészekben, a koppenhágai Experimentariumban.
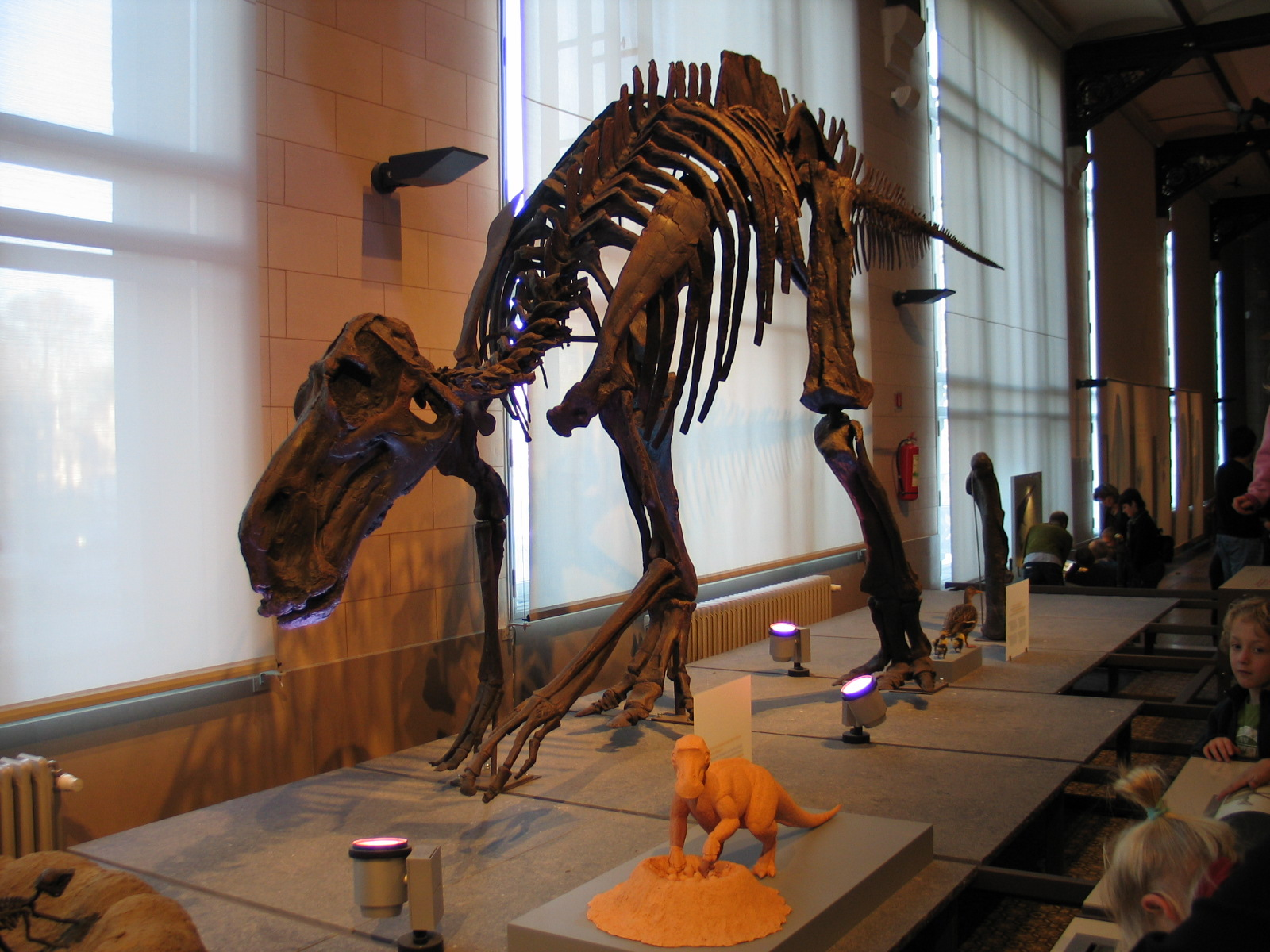
A Maiasaura csontvázának másolata a Természettudományok Belga Királyi Intézetében (Institut Royal des Sciences naturelles de Belgique)

## Fordítás
- Ez a szócikk részben vagy egészben a Maiasaura című angol Wikipédia-szócikk ezen változatának fordításán alapul.  Az eredeti cikk szerkesztőit annak laptörténete sorolja fel. Ez a jelzés csupán a megfogalmazás eredetét és a szerzői jogokat jelzi, nem szolgál a cikkben szereplő információk forrásmegjelöléseként.